# John Kenneth Galbraith
John Kenneth Galbraith (sinh ngày 15 Tháng 10 năm 1908 - mất ngày 29 tháng 4 năm 2006) là một nhà kinh tế học người Canada (và sau đó là Mỹ), nhân viên nhà nước, nhà ngoại giao, và là một người đứng hàng đầu trong việc ủng hộ chủ nghĩa tự do hiện đại ở Hoa Kỳ trong thế kỷ 20. Những cuốn sách của ông về các chủ đề kinh tế bán chạy nhất từ thập niên 1950 đến những năm 2000, trong thời gian đó Galbraith hoàn thành vai trò nhà trí thức của công chúng. Là một nhà kinh tế, ông thiên về phía kinh tế Hậu Keynes từ một quan điểm Kinh tế học thể chế.
Galbraith trong một thời gian dài là thành viên Harvard và ở lại tại Đại học này đến nửa thế kỷ như là một giáo sư kinh tế. Ông cũng là một tác giả sung mãn, đã viết khoảng bốn chục cuốn sách, trong đó có nhiều tiểu thuyết, và xuất bản hơn một ngàn bài báo và bài tiểu luận về các chủ đề khác nhau. Trong số những tác phẩm nổi tiếng nhất của ông là một bộ ba được ưa chuộng về kinh tế: chủ nghĩa tư bản Mỹ (1952), Xã hội giàu có (1958), và Nhà nước công nghiệp mới (1967).
Galbraith hoạt động tích cực chính trị trong Đảng Dân chủ, phục vụ trong chính quyền của Franklin D. Roosevelt, Harry S Truman, John F. Kennedy và Lyndon B. Johnson. Ông từng là Đại sứ Mỹ tại Ấn Độ dưới thời chính quyền Kennedy. Những hoạt động chính trị, sản lượng và sự bộc trực về văn học của ông đã làm ông, mặc dù có thể tranh cãi, thành "nhà kinh tế học nổi tiếng nhất trên thế giới"  trong suốt cuộc đời của mình. Galbraith là một trong số ít những người nhận cả hai Huân chương Tự do (1946) và Huân chương Tự do của Tổng thống (2000) cho các dịch vụ công cộng của mình và đóng góp cho khoa học. Chính phủ Pháp phong ông là Commandeur de la Légion d'honneur.